# 昼食

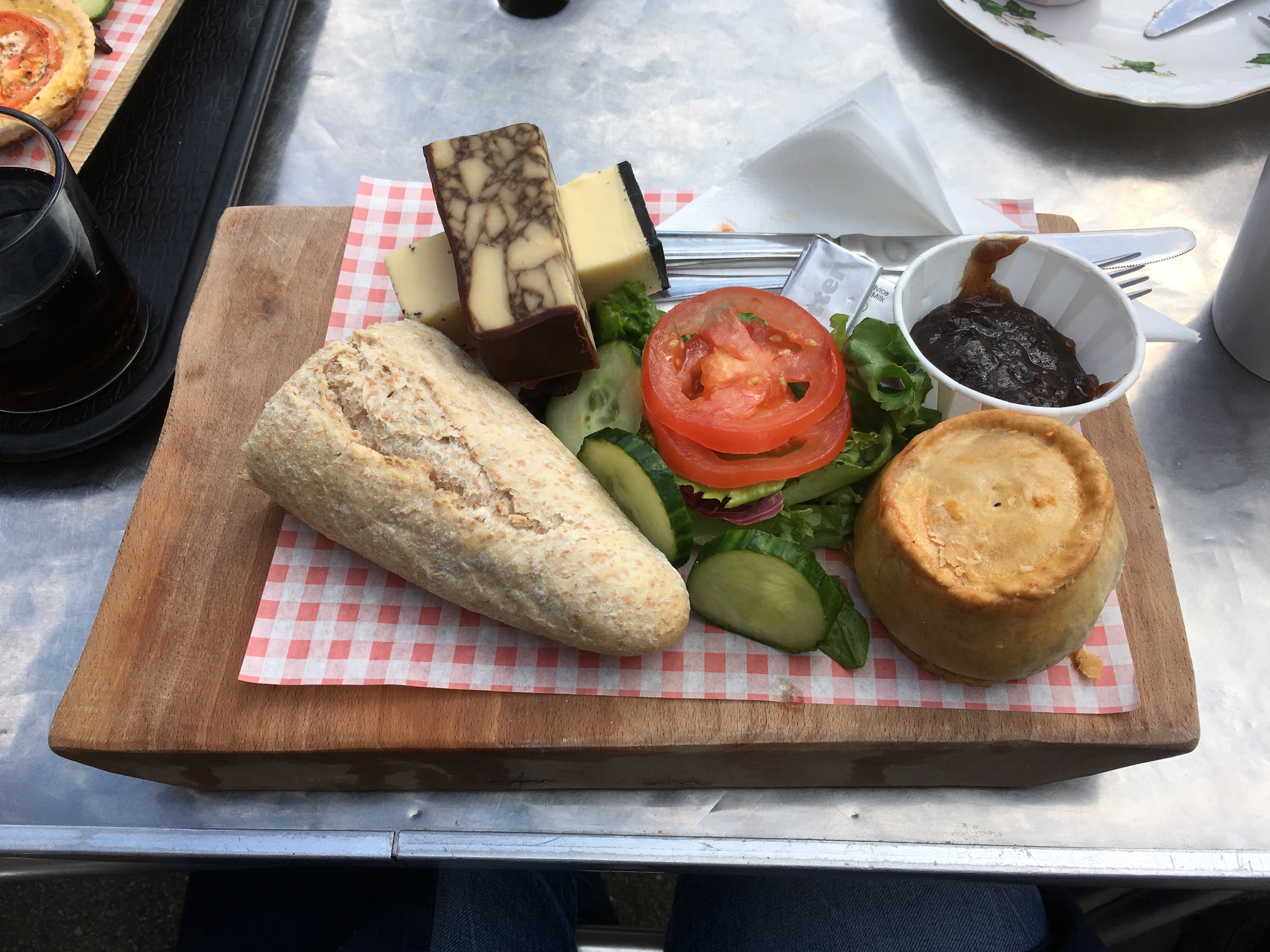
イギリスのプラウマンズランチ

昼食（ちゅうしょく）とは、昼に摂る食事を指す。𩞧（ひるめし）とも言う。
昼食の位置づけは国や文化圏ごとに異なる。文化圏によっては、昼食を一日の食事の中でも主要なもの（量的、質的に一番内容が充実しているもの）と位置づけていることがある。これはドイツ、ブラジル、スカンディナヴィアに見られる。これらの昼食は調理されており分量が多い。また別の文化圏では、昼食は空腹をしのぐための補助的なものであり、主要な食事は夕食である場合が多い。
労働者は仕事の合間に、学生は学業の途中に、昼食時間を設けて昼食を摂る。会社や学校では正午頃に約1時間の昼休みの時間を設定し、その間に昼食を摂ることが多い。

## 「Lunch」の由来
英語圏における、昼間や日中に取る食事は、基本的に「lunch」（ランチ）と呼ばれる。これはアングロ・サクソン語の「Luncheon」（ランチェン）から来ており、これは「Nuncheon」、あるいは「正午に飲む飲み物」を意味する「Nunchin」に由来する。
「Luncheon」は「Lunch」の正式な表現であり、「a formal lunch」、すなわち「正装で臨み、日中に取る食事、正式な形での昼食会」を指す。英語辞典のメリアム・ウェブスター(Merriam Webster)では、「Lunch」について、「昼間に取る軽食」「昼食に向けて用意された料理」、「Luncheon」について、「集会の一環として、あるいは招待客をもてなす目的で開かれる、正式な昼食会」と定義している。
オックスフォード英語辞典 (OED) によれば、1580年の時点でこの単語の使用例が見られ、より充実した食事の前に取る食事を指し、チーズやパンが含まれる場合がある。

## 各国における昼食

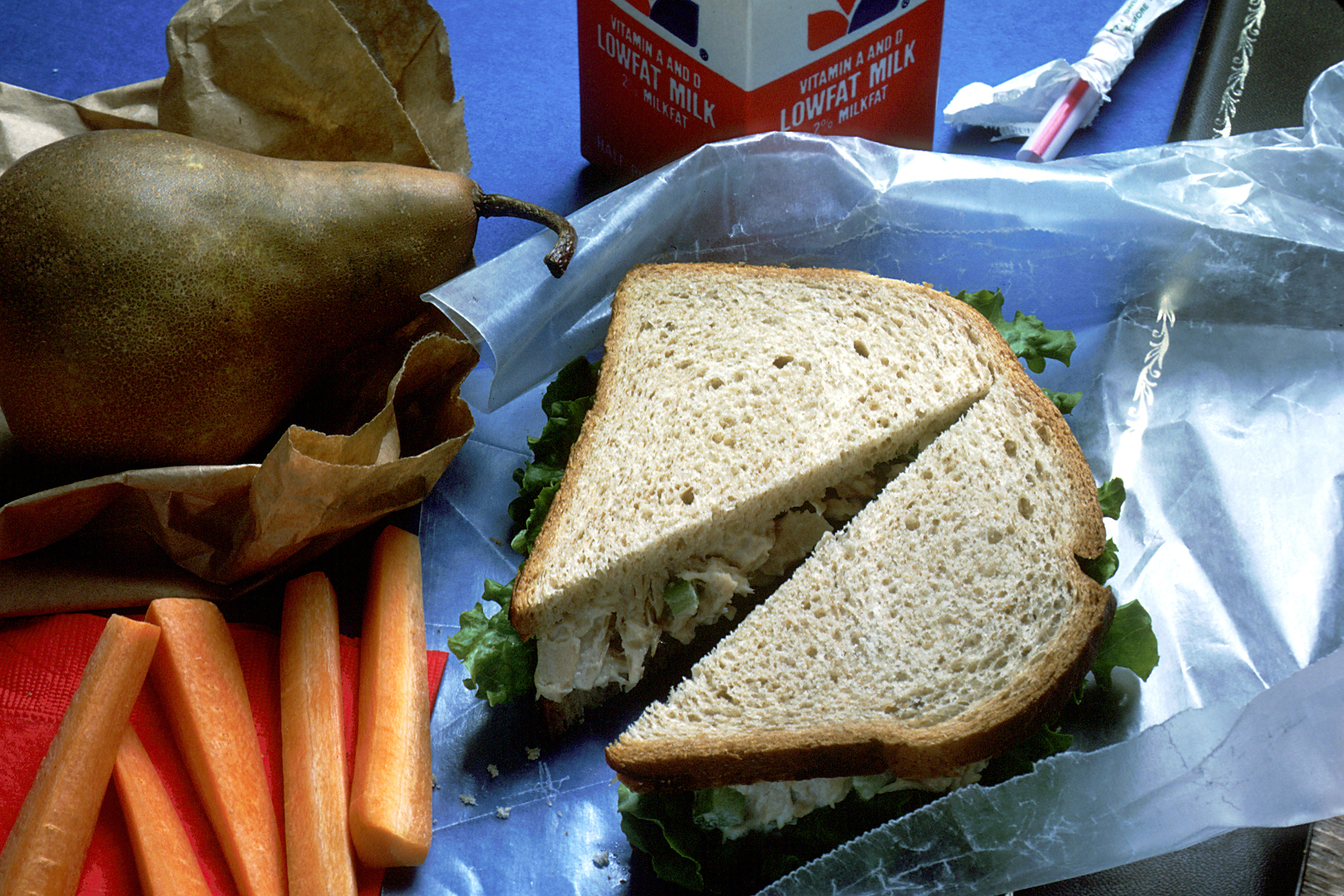
チキンサラダ・サンドイッチ、ナシ、ニンジン、牛乳のランチ

### アメリカ合衆国
アメリカ合衆国では、「バッグ・ランチ」（これを運ぶ茶色の紙袋が「ブラウン・バッグ」と呼ばれる）とは、サンドウィッチと何らかの果物1個、およびクッキーとチョコバーのいずれかから成る。1980年代以降になると電子レンジが職場に広まり、職場のランチの形態が大きく変わった。家庭で調理した食事の残り物、冷凍食品、および膨大な種類の料理を暖め直すだけであり、そちらがより一般的となった。
平日のランチタイムは11時に開始し、午後0時半に終了するのが一般的である。週末はブランチ（朝食と昼食を兼ねて一回で済ませる食事。遅めの朝食と早めの昼食を一回にまとめたもの）を取る。ブランチは通常の朝食よりも手間のかかった料理であり、通常の朝食では出されないデザートやミモザのようなアルコール飲料が含まれる。

### イギリス
イギリスにおいても、アメリカ合衆国と同じく、バッグ・ランチ形式の昼食が存在し、調理したランチを学校や職場にランチボックスの形で持参する。通常、これは基本的にサンドウィッチ、ポテトチップス1袋と飲み物であり、これにチョコバーと果物が添えられる。しかしながら、都市の至る所に小さなカフェが広まることで、電子レンジ同様に、現在の職場で変化している。伝統的なランチは、そのような施設がない学校および建設業者の間で、現在も一般的である。オーストラリアの中学校および高等学校では、ほとんどの子供がランチボックスを持参する。これには休憩用の朝の軽食（通常、果物またはミューズリーバー）とランチ用の巻きパンが入れられる。
イギリスでもアメリカ合衆国でも、週末のランチは娯楽の形態として機能する。このようなランチは、レストランのビュッフェ、ポットラック（持ち寄りパーティー）、または着席のごちそうとして供され、これらは祝祭の「サパー」(Supper)に類似する。簡易なものでも高級なものでも、デザートが付くことが多い。
1日以上かかるクリケットの試合においては、毎日12時半から午後1時半の間に昼食の時間を設ける。1日の試合では、イニングの間に休憩する。
19世紀、男性の職人は家に帰り、妻が料理したものを食べた。しかし、職場が自宅から遠くなるにつれ、働く男性は昼間の休み時間に食べる携帯した食事を摂るようになった。インドの一部では、軽い携帯用の昼食が「ティフィン」として知られている。
夫が外で食事する場合、妻は自由に外出して外で昼食を取っていた。『エチケット』の1945年版で、エミリー・ポストは「Lunchen」（発音は「ランチェン」）について「一般に女性が女性のために作るもので、一般的ではないもので、ただし土曜日か日曜日の街または夏の別荘では、同じ数の男性も含む」と記述した。
こうした位置づけによって「Ladies who lunch（ランチする女性）」という、穏やかに非難するための表現が産まれた。ランチは女性の軽い食事であり、ウェールズの王子が女友達とのランチで「女々しい」と笑われたという。1840年代以降は、午後4時のアフタヌーンティーがランチを補うようになった。ビートン夫人の『家政読本』では、夕食（ディナーやサパー）に比べて昼食の記述は少ない。
冷えた骨付き肉の残り、飾られた少しの菓子、細切りにした肉、家禽または狩猟肉は「ランチェン」の食卓の通常の1品であり、パン、チーズ、ビスケット、バターが添えられる。十分な量の食事を望む場合、ランプステーキやマトン・チョップ、または子牛のスライス肉、腎臓、その他の料理が出される。育児部屋がある家庭では、女主人は子供と一緒に食事し、それをランチとした。夏には少量の新鮮な果物、または代わりに果物のコンポート、果物のタルト、またはプディングがランチに添えられる。
ウェールズ語の「Tocyn」は「軽食」も意味する。「Cinio」が「昼食」の意味で使われることもあるが、「Cinio」は「Swper」と並んで「夕方の食事」を意味する言葉として使われる。

### ドイツ語圏
中世ドイツでは、オックスフォード英語辞典によれば、「Non lunchentach」「Nuncheontach」という表現があった。昼の一杯のエールとパンは、昼のディナーとサパーの間に取る食事であり、干し草刈りや早めの収穫期に従事する長時間の重労働の期間に食べる。ミュンヘンでは、1730年代と1740年代、上流階級は遅く起きて、午後3時または4時に食事した。1770年までに、ディナーの時間は4時または5時になった。フォーマルな夕方の食事は、キャンドルを灯して歓待付きのこともあり、摂政時代のように遅い「サパー・パーティー」であった。

### フランス語圏
フランス語では、昼間の食事は「Déjeuner」（デジュネ）と呼ばれ、正午から午後2時の間に食べる。南フランスではこれが主要な食事とされる。北フランスでは昼食よりも夕食のほうが主要な食事であるが、南フランスよりも量は少ない。フランスでの夕食は、フランス北部では午後6時～7時、南フランスでは午後8時ごろに食べられ、これは「Dîner」（ディネ） または「Souper」（スペ） と呼ばれる。これは通常、午後11時以降に取る食事にも使われる。
カナダ・フランス語では、「Dîner」（ディネ）は「昼食」を意味する。

### ポルトガル語圏

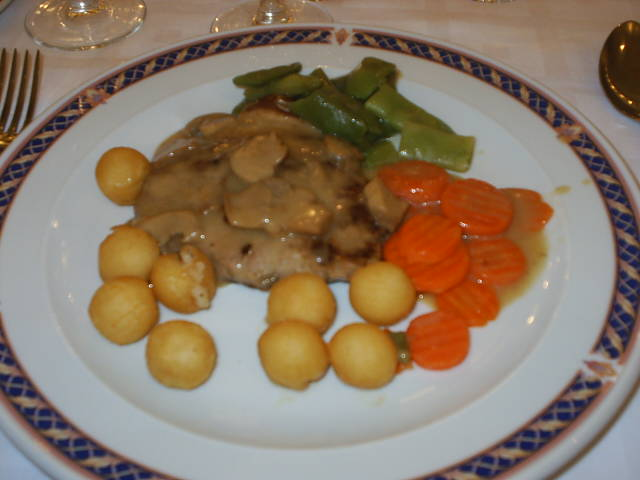
アルモッソ

ポルトガル語では、昼食は「Almoço」 （アルモッソ）と呼ばれる。十分な量を調理した食事であり、夕食と同様に、スープ、肉または魚料理、デザートからなる。「Lanche」（ランシェ）という単語は「アフタヌーンティー」を意味する。

### ベンガル地方
ベンガル地方における伝統的なランチは7コースの食事である。最初の料理は「シュクト」（もしくは「シュクタ」）である。これは、少量の香辛料で調理した野菜の煮物で、ココナッツがかけられる。2番目の料理は米、ダール（豆カレー）、および野菜によるカレーからなる。3番目の料理は米と魚のカレーからなる。4番目の料理は米と肉（一般に、ヤギ肉、羊肉、鶏肉、またはラム肉）のカレーである。5番目の料理は「ラスグッラ」(Rasgulla)、「パントゥア」(Pantua)、「ラージブーク」(Rajbhog)、「シャンデーシュ」(Sandesh)で、味付けは甘い。6番目の料理は「パイヤシュ」または「ミシュティ・ドイ」(Mishti Doi)である。7番目のコースはパーン(Paan)である。

### 他の文化圏
アラビア語では「Ghathaa」と呼び、一般的な食物を意味する「Ghithaa」の派生語である。午後2時から4時の間に食べる。
リトアニア語では「Pietūs」と呼び、1日で取る主要な食事である。「ランチ」に当たる語は「プレ・ディナー」を意味する「Priešpiečiai」であり、ブランチに該当する。
ネパールでは昼食を取る習慣があまり無く、日中は菓子やチャパティを口にする程度で、食事は朝食と夕食の2回が多い。

### 日本
日本における食事の回数は朝と夕の2回のみであったが、鎌倉時代末期および室町時代初期のころから、貨幣経済の浸透と、都市生活民の集積により、都市肉体労働者が増え、朝食と夕食だけでは労働に耐えられなくなってきたことから、正午頃に食事を摂るようになった。幕末の忍藩下級藩士の絵日記である『石城日記』では、昼食を「午飯」と記している。
江戸時代の天皇は午の刻昼九ツ（12時）と定まっており、毎日鯛の塩焼きが出されていた。これは征夷大将軍も同じ時間帯であった（食事の時間帯は、朝食と夕食は天皇より征夷大将軍の方が早いが昼食は同じであった）。
農作業に従事する人は体力を使うため、朝食と昼食、夕食の間にさらに軽い食事を取ることを「小昼」（こひる、こびる）と呼ぶ地方がある。